# クリミア人民共和国

クリミア人民共和国
قريم خلق جمهوريتى（クリミア・タタール語）
Крымская Народная Республика
（ロシア語）
Кримська Народна Республіка
（ウクライナ語）

国歌: Ant etkenmen(私は誓う)  (クリミア・タタール語)
 

クリミア人民共和国(クリミア・タタール語: قريم خلق جمهوريتى、ラテン転写: Qırım Halq Cumhuriyeti、キリル転写: Къырым Халкъ Джумхуриети)は1917年12月から1918年1月までウクライナ南部のクリミア半島に存在した国家。この共和国は当初、アゼルバイジャン民主共和国のように、ムスリム世界で民主的で世俗的な国家の建設を試みた。クリミア人民共和国は1917年のロシア革命に伴うロシア帝国崩壊後の時期の短命な多くの新国家建設の試みの一つであった。
クリミア人民共和国はクリルタイのクリミア・タタール人の先導によって開始され、これはクリミア半島の全ての民族の平等を要求した。当時クリミア半島で最大の民族はロシア人（クリミア半島の人口の42%）で、次いでウクライナ人（同11%）、その後にアルメニア人、ギリシャ人で、タタールではなかった。他の人口に数で圧倒されたにもかかわらず、クリミア・タタールはタタール化によってクリミア半島内での政治的、文化的な勢力が有力であった。初代クリミア人民共和国の大統領はノーマン・チェレビジハンであった。
ボルシェビキに対する反抗の中、クリルタイはクリミア・タタール基本法を発行した。これは全クリミア憲法会議を召集し、臨時政府として理事委員会を設立し、臨時議会として国家代表評議会を選挙した
。
新国家を建設する試みは、ボルシェビキとアナーキストの支配していた黒海艦隊によってすぐに頓挫させられた。ボルシェビキは1918年早期、ドイツ帝国とウクライナ人民共和国の軍がこの地域を侵攻する前にこの国を占領し、即座にタヴリダ・ソビエト社会主義共和国を建設した。その後、1921年、ソビエト連邦のロシア・ソビエト連邦社会主義共和国の一部としてクリミア自治ソビエト社会主義共和国が建国された。